# Lukša Poklepović
Lukša Poklepović (Milna, 16. veljače 1945. – Split, 12. lipnja 2022.) bio je hrvatski nogometni vratar, kasnije trener vratara. 

## Klupska karijera
S nepunih 18 godina, 9. prosinca 1962., prvi put je dobio priliku stati ispred mreže splitskog Hajduka na prvenstvenoj utakmici, i to u početnoj postavi na derbiju protiv Partizana u Beogradu. (Protiv tada šampionskog Partizana, koji će te sezone osvojiti treću titulu u nizu.) Utakmica je završila rezultatom 4:1 za Partizan. I pored 4 primljena gola (od kojih jedan kroz noge!), prema novinskom izvještaju  nije bio kriv niti za jedan od njih i djelovao je sigurno. Hajduk je na toj utakmici nastupio u sastavu: Poklepović – Cuzzi, Srdelić – Papec, Brkljača, Colnago – Fulgosi, Anković, Zvonko Bego, Kovačić, Radišić. Narednih godina Hajduk je kronično imao višak odličnih vratara, te je svaki od njih dobivao poneku šansu, ali, nijednom nije bilo lako ustaliti se u prvoj postavi. Za to vrijeme Poklepović je nastupao za mlađe kategorije reprezentacije Jugoslavije, a dobio je i jedan poziv za B reprezentaciju, za utakmicu protiv Rumunjske B. Ta je utakmica odigrana 27. listopada 1963. u Beogradu, završila je rezultatom 1:1, a osim njega nastupili su Mirsad Fazlagić,  Marijan Brnčić,  Velibor Milutinović, Tomislav Milićević, Slobodan Škrbić,  Milorad Jovičić,  Sreten Banović,  Sokrat Mojsov,  Dragan Gugleta i Dragan Džajić, te Ivica Osim (ušao umjesto Banovića) i Ivica Hlevnjak (ušao umjesto Jovičića). Branio je gol Hajduka i u čuvenoj '"utakmici za infarkt", 2. lipnja 1963., kad je Hajduk, pobjedom od 1:0 nad Dinamom u Zagrebu, izborio opstanak, ali i ostao bez predsjednika i potpredsjednika (obojicu pogodio infarkt, prvi preminuo nešto kasnije, od posljedica, a drugi već u svlačionici maksimirskog stadiona). Nakon pet godina provedenih u Hajduku (i rano odsluženog vojnog roka), mlad je (prema standardima tog vremena) nastavio karijeru u inozemstvu.
Prvu godinu je proveo u Njemačkoj, igrajući za rezervni tim Kaiserslauterna u regionalnoj amaterskoj ligi, a onda je prešao u belgijski K.S.K. Beveren, koji je upravo tada izborio plasman u najviši rang natjecanja. Imao je izvrsnu debitantsku sezonu i od samog početka se nametnuo kao glavni oslonac tima. Naročito se istakao kao "stručnjak za penale". Četiri sezone je bio prvi golman Beverena, sve dok iz juniorskog sastava nije pristigao Jean-Marie Pfaff, koji će kasnije biti ubrajan među najveće svjetske vratare ikad. Poklepović se vraća u domovinu i pristupa drugoligašu Šibeniku.   Na kraju karijere još jednom odlazi u inozemstvo, u Grčku. Dobro je počeo, ali se vrlo brzo ozlijedio, pa je uspio prikupiti svega tri nastupa za OHI Kreta.
Po završetku aktivnog igranja u više navrata je bio trener NK Jadran iz Supetra.

## Reprezentativna karijera
Kao vratar reprezentacije Jugoslavije do 19 godina osvojio je srebrnu medalju na Europskom prvenstvu 1962. u Rumunjskoj.

## Statistika u Hajduku[7]
| Natjecanje        | Nastupi | Zgodici |
| ----------------- | ------- | ------- |
| Prvenstvo         | 26      | 0       |
| Kup               | 6       | 0       |
| Superkup          | 0       | 0       |
| Međunarodne       | 4       | 0       |
| Splitski podsavez | 0       | 0       |
| Ukupno            | 36      | 0       |
| Prijateljske      | 46      | 0       |
| Sveukupno         | 82      | 0       |